# Isla Saline
Isla Saline (en inglés: Saline Island) es una pequeña isla en el sur del archipiélago de las Islas Granadinas, cerca de la isla de Carriacou y que pertenece al país caribeño de Granada, en las coordenadas geográficas 12°26′N 61°28′O / 12.433, -61.467
La isla de 0,3 kilómetros cuadrados (equivalentes a 30 hectáreas) está deshabitada, pero posee un buen fondeadero para embarcaciones como yates.